# Troféus de Televisão TV 7 Dias 2012
A 4.ª edição dos Troféus de Televisão TV 7 Dias ocorreu no dia 24 de abril de 2013, no Casino Estoril.
Os nomeados foram selecionados por Maria Elisa Domingues, Luís Andrade, Celso Cleto, Carlos Ventura Martins, Paulo Canelas, António Sala e Francisco Penim.
Neste edição, foi eliminada a categoria de Melhor Comentador e introduzida a categoria de Melhor Jornalista/Repórter.
Pela primeira vez, o número de vitórias ficou ex-aequo entre duas estações, tendo a RTP1 e a TVI arrecadado oito galardões, sendo também a primeira vez que a TVI não foi a única líder entre premiados.

## Nomeados e vencedores
| Melhor Telenovela | Melhor Ator Principal de Telenovela |
| --- | --- |
| - Dancin’ Days (SIC) - Anjo Meu (TVI) - Louco Amor (TVI) - Remédio Santo (TVI) - Rosa Fogo (SIC) | - Rogério Samora – Rosa Fogo (SIC) - Afonso Pimentel – Doida por Ti (SIC) - Albano Jerónimo – Dancin’ Days (SIC) - Luís Esparteiro – Louco Amor (TVI) - Nicolau Breyner – Louco Amor (TVI) |
| Melhor Atriz Principal de Telenovela | Melhor Ator de Elenco Telenovela |
| - Sofia Alves – Remédio Santo (TVI) - Alexandra Lencastre – Anjo Meu (TVI) - Joana Santos – Dancin’ Days (SIC) - Margarida Marinho – Remédio Santo (TVI) - Sara Barradas – Remédio Santo (TVI)                                                                               | - Pedro Carvalho – Remédio Santo (TVI) - Miguel Guilherme – Doce Tentação (TVI) - Pepê Rapazote – Dancin’ Days (SIC) - Rodrigo Menezes – Remédio Santo (TVI) - Vítor Norte – Dancin’ Days (SIC) |
| Melhor Atriz de Elenco Telenovela | Melhor Música de Genérico |
| - Carla Andrino – Doce Tentação (TVI) - Lídia Franco – Rosa Fogo (SIC) - Manuela Maria – Remédio Santo (TVI) - Márcia Breia – Louco Amor (TVI) - Margarida Carpinteiro – Dancin’ Days(TVI)                                                                                   | - "1Lugar ao Sol”, interpretada pelos Delfins – Dancin’ Days (SIC) - A Máquina (Acordou)" , interpretada por Amor Electro – Rosa Fogo (SIC) - "Paixão", interpretada pelos Heróis do Mar – Anjo Meu (TVI) - "Louco Amor", interpretada por José Cid – Louco Amor (TVI) - "Primavera", interpretada pelos The Gift – Dancin’ Days (SIC) |
| Melhor Série | Melhor Série infanto-juvenil |
| - Liberdade 21 (RTP1) - Maternidade (RTP1) - Os Compadres (RTP1) - Pai à Força (RTP1) - Sangue do Meu Sangue (RTP1) | - Curto Circuito (SIC Radical) - Morangos Com Açúcar – 9.ª série (TVI) - Disney Kids (SIC) - Inspector Max (TVI) - Quem Fala Assim (RTP2) |
| Melhor Ator de Série | Melhor Atriz de Série |
| - Albano Jerónimo – Liberdade 21 (RTP1) - António Capelo – Liberdade 21 (RTP1) - Ivo Canelas – Liberdade 21 (RTP1) - José Pedro Gomes – A Família Mata (SIC) - Pepê Rapazote – Pai à Força (RTP)                                                                             | - Lúcia Moniz – Maternidade (RTP1) - Custódia Gallego – Maternidade (RTP) - Maria João Abreu – A Família Mata (SIC) - Rita Blanco – A Família Mata (SIC) - Rita Lello – Liberdade 21 (RTP) |
| Melhor Programa de Entretenimento | Melhor Programa de Humor |
| - A Tua Cara Não Me É Estranha (TVI) - Decisão Final (RTP1) - Peso Pesado (SIC) - O Preço Certo (RTP1) - Secret Story – Casa dos Segredos (TVI) | - Estado de Graça (RTP1) - AntiCrise (RTP) - Cenas do Casamento (RTP1) - Gente da Minha Terra - Europa (SIC Radical) - Gosto Disto! (SIC) |
| Melhor Ator/Humorista | Melhor Atriz/Humorista |
| - Manuel Marques – Estado de Graça (RTP1) - Eduardo Madeira – Cenas do Casamento (SIC) - João Didelet – Cenas do Casamento (SIC) - Joaquim Monchique – Estado de Graça (RTP1) - Rui Sinel de Cordes – Gente da Minha Terra - Europa (SIC Radical)                            | - Maria Rueff – Estado de Graça (RTP1) - Ana Bola – Estado de Graça (RTP1) - Cláudia Cadima – Cenas do Casamento (SIC) - Márcia Breia – Cenas do Casamento (SIC) - Susana Mendes – Cenas do Casamento (SIC) |
| Melhor Talk Show | Melhor Apresentador |
| - Alta Definição (SIC) - 5 para a Meia-Noite (RTP1) - Baseado Numa História Verídica (Canal Q) - Governo Sombra (TVI24) - Portugal no Coração (RTP1) | - João Baião – Portugal no Coração (RTP1) - Daniel Oliveira – (SIC) - Fernando Mendes - (RTP1) - Manuel Luís Goucha – (TVI) - José Carlos Malato - (RTP1) |
| Melhor Apresentadora | Melhor Programa de Informação |
| - Teresa Guilherme – Secret Story – Casa dos Segredos (3.ª edição) (TVI) - Ana Rita Clara – Mais Mulher (SIC Mulher) - Conceição Lino – Boa Tarde (SIC) - Júlia Pinheiro – Querida Júlia (SIC) - Tânia Ribas de Oliveira – Portugal no Coração (RTP1)                        | - Jornal da Noite (SIC) - Perdidos e Achados (SIC) - Sociedade Civil (RTP2) - Telejornal (RTP1) |
| Melhor Jornalista/Apresentador | Melhor Jornalista/Apresentadora |
| - José Alberto Carvalho – Jornal das 8 (TVI) - José Gomes Ferreira – Negócios da Semana (SIC Notícias) - José Rodrigues dos Santos – Telejornal (RTP1) - Pedro Mourinho – Jornal da Noite e outros (SIC e SIC Notícias) - Rodrigo Guedes de Carvalho – Jornal da Noite (SIC) | - Judite Sousa - Jornal das 8 e outros (TVI e TVI24) - Ana Lourenço - Edição da Noite (SIC Notícias) - Clara de Sousa - Jornal das Noite (SIC) - Cristina Esteves - Telejornal (RTP1) - Maria João Ruela Jornal da Noite e Primeiro Jornal (SIC)                                                                                       |
| Melhor Reportagem/Documentário | Melhor Jornalista/Repórter |
| - Grande Reportagem – (SIC) - A Guerra (RTP1) - Momentos de Mudança (SIC) - Mudar de Vida (RTP1) - Repórter TVI (TVI) | ̈* António Mateus (RTP) - - Alexandra Borges (TVI) - Ana Leal (TVI2) - Daniela Santiago (RTP) - José Manuel Mestre (SIC) |
| Melhor Programa Cultural | Melhor Programa Social |
| - Autores (TVI) - Bairro Alto (RTP2) - Diário Câmara Clara (RTP2) - Cartaz das Artes (TVI) - National Geographic (RTP2) - Portugueses pelo Mundo (RTP1) | - Fama Show (SIC) - Cinco Sentidos (RTP1) - E-Especial (SIC) - Guestlist (TVI) - Salvador (RTP1) |
| Melhor Programa Desportivo | Prémios Especiais |
| - MaisFutebol (TVI24) - Liga dos Campeões (TVI24) - O Dia Seguinte (SIC Notícias) - Trio d'Ataque (RTP Informação) | - Troféu Revelação – David Carreira - Troféu Memória – Margarida Marante - Troféu Carreira – Eládio Clímaco - Troféu Prestígio – António Sala |
| | |

## Canais premiados e nomeados
| Estação        | Prémios | Nomeações |
| -------------- | ------- | --------- |
| TVI            | 8       | 34        |
| RTP1 & RTP2    | 8       | 42        |
| SIC            | 7       | 41        |
| TVI24          | 2       | 5         |
| SIC Radical    | 1       | 3         |
| SIC Notícias   | 0       | 4         |
| RTP Informação | 0       | 1         |
| Canal Q        | 0       | 1         |

1. ↑  Pinto, Pedro (24 de abril de 2013). «Conheça todos os vencedores dos 'Troféus TV7 Dias'». Zapping TV. Consultado em 6 de junho de 2025. Cópia arquivada em 5 de junho de 2025